# モレスビー島

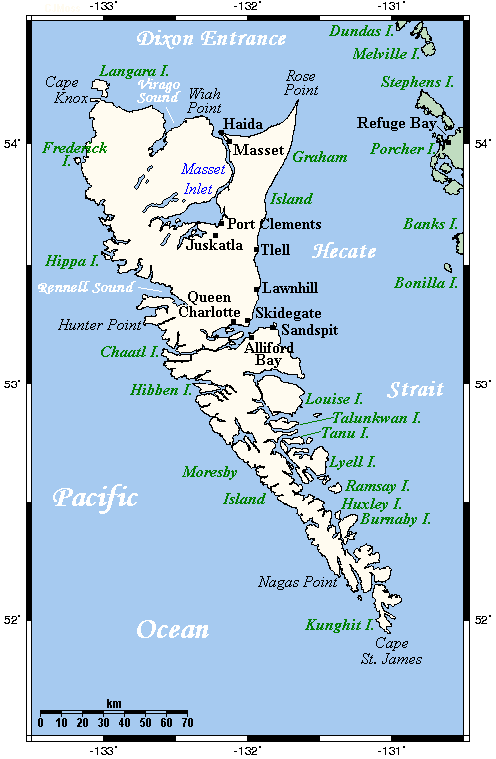
ハイダ・グワイ。モレスビー島は南部にある細長く広い島。北にはアラスカがある。

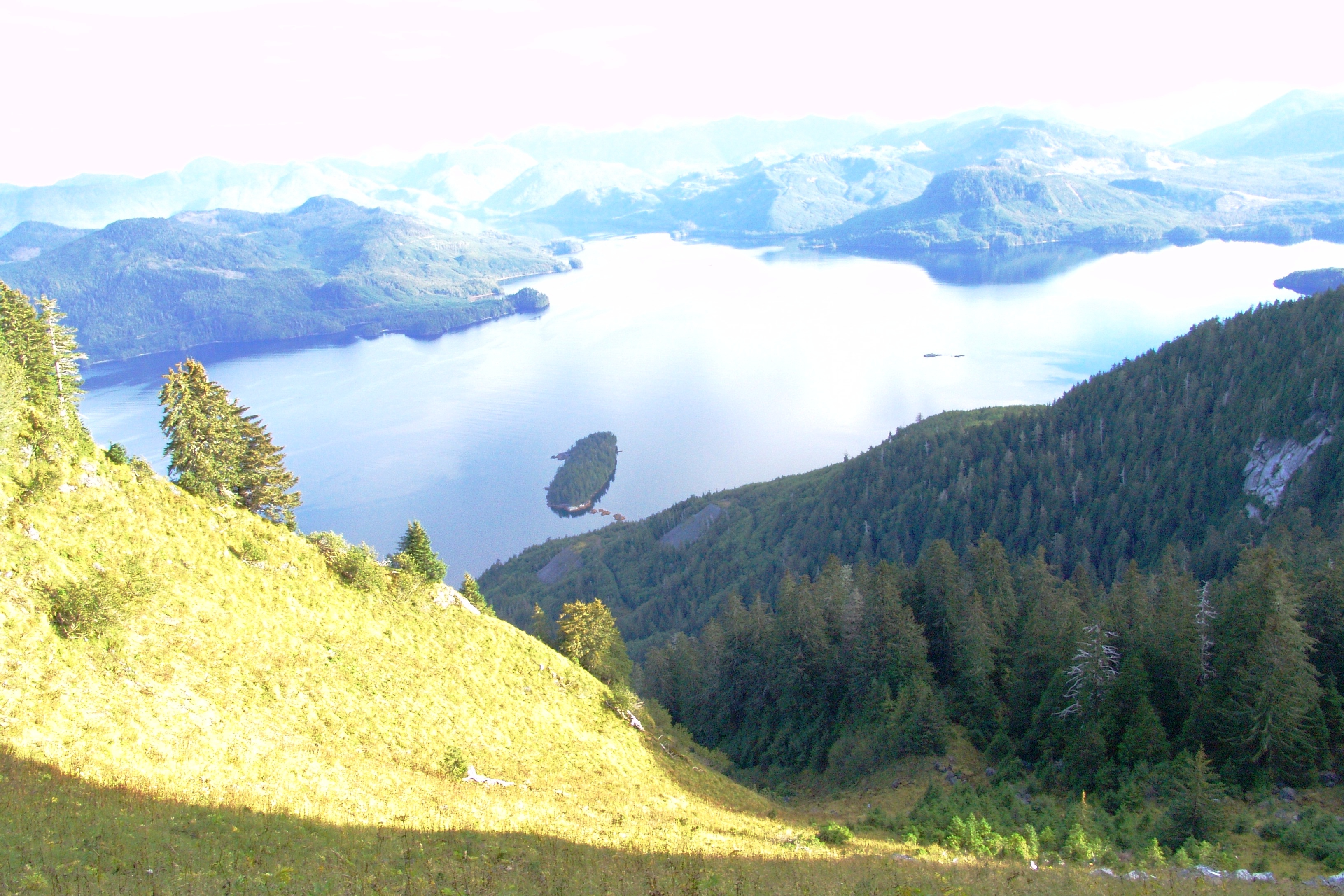
Tasu山からの風景

モレスビー島またはモーズビー島 (英語: Moresby Island、ハイダ語: Gwaii Haanas)は、カナダ、ブリティッシュコロンビア州に属するハイダ・グワイ(旧称:クイーンシャーロット諸島)南部の島である。位置は北緯53度04分43秒 西経132度07分39秒 / 北緯53.07861度 西経132.12750度。
モレスビー島は周辺の島とともにグアイ・ハアナス国立公園の一部を構成する。2016年の国勢調査ではモレスビー島は他のハイダ・グワイ南部の島々とともにスキーナ・クイーンシャーロット Eに分類され、人口は340人だった。また、島民のほとんどが島北東部の非法人地域であるSandspitに居住している。選挙区全体の面積は3,411.48km2。
モレスビー島は世界で175番目に大きい島であり、カナダでは32番目であり、ハイダ・グワイでは2番目である。
2012年10月27日に発生したマグニチュード7.7の2012年ハイダ・グワイ地震は当島の地下17.5kmの地点が震源だった。

## 名称
島の名前は海軍少将フェアファックス・モレスビーにちなむ。